# Zitterinchen

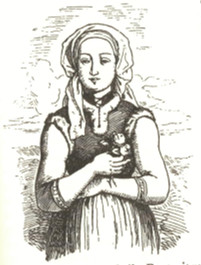
Holzschnitt, Ludwig Richter

Zitterinchen ist ein Märchen (AaTh 403). Es steht in Ludwig Bechsteins Deutsches Märchenbuch an Stelle 61 (1845 Nr. 68).

## Inhalt

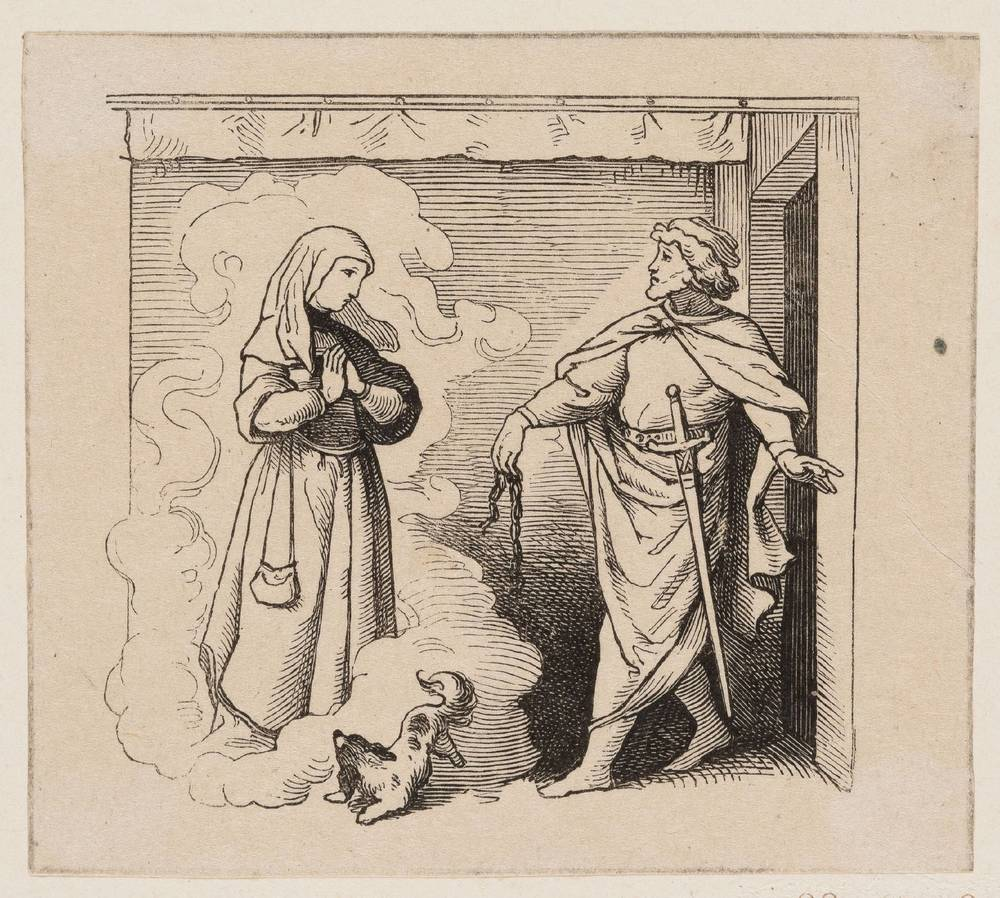
Holzschnitt, Ludwig Richter

Abraham und Christinchen wachsen als Waisenkinder armer Tagelöhner in fremder Obhut auf. Abraham geht zu einem Grafen in Dienst und nimmt ein Porträt seiner schönen Schwester mit. Als der Graf das Bildnis sieht, will er das Mädchen heiraten und schickt eine Bedienstete, die Amme, um es an den Hof zu holen. Die aber wirft Christinchen in den Fluss und bringt an seiner Stelle ihre alte Base in das Schloss, die sich zur Tarnung verschleiert. Sie gibt vor, den Schleier nicht lüften zu dürfen. Christinchens Hund Zitterinchen, den das Mädchen einst vor dem Ertrinken gerettet hatte, war in die Kutsche geschlüpft und gelangt so ebenfalls ins Schloss.
Obwohl der Graf das Gesicht der Braut nicht sehen kann, wird Hochzeit gefeiert, denn er vertraut auf Abrahams Wort. Als die Braut den Schleier lüftet, glaubt sich der Graf von Abraham getäuscht und wirft ihn in den Kerker. Das Porträt von Christinchen lässt er in den Rauchfang hängen.
Als Christinchen in den Fluss stürzte, war sie von Nixen geborgen und in deren Palast gebracht worden, wo die Nixen sie  zu einer der ihren machen wollen. Doch nach inständigem Bitten erlauben sie dem Mädchen, in drei Nächten beim Grafen zu erscheinen. So erscheint sie nachts zwei Mal in Ketten im Schloss und hält Zwiesprache mit Zitterinchen. Ein Diener wird Zeuge und berichtet es dem Grafen, der in der folgenden Nacht lauscht und Christinchen erlöst. Er befreit Abraham, verstößt die Base, wirft die Amme in den Kerker und nimmt Christinchen zur Frau. Auch Zitterinchen wird damit erlöst und verwandelt sich in eine schöne Prinzessin. Sie war von einer Zauberin verwünscht worden.

## Hintergrund
Deuten die Namen Abraham und Christinchen ihre Christlichkeit an, so bleibt der von Hündchen Zitterinchen zunächst rätselhaft. Das Märchen ist bei Bechstein ohne Anmerkung, laut seiner Vorrede zum Deutschen Märchenbuch von 1845 erzählte es Ludwig Köhler. Walter Scherf zufolge stütze Köhler sich wohl auf eine Vorlage aus der Zeit der französischen Feenmärchen, Aulnoys Prinzessin Rosette, indirekt vielleicht auf Giambattista Basiles Die beiden kleinen Kuchen. Bei Aulnoy heißt der Hund „Fretillon“, was etwa „kleiner Zappeliger“ bedeutet. Ein ähnliches Hündchen gibt es auch in Nadir und Nadine in Christoph Martin Wielands Geschichtensammlung Dschinnistan.

## Verfilmung
2022 wurde für die 15. Staffel der ARD-Märchenfilmreihe Sechs auf einen Streich ein Film mit den Namen Zitterinchen gedreht, der sehr lose an das Bechsteinsche Märchen angelehnt ist. Die Premiere fand auf dem Festival Goldener Spatz im Mai 2022 statt. Die Erstausstrahlung war am 25. Dezember 2022 auf Das Erste.